# Ryōsuke Yamanaka
Ryōsuke Yamanaka (jap. 山中 亮輔, Yamanaka Ryōsuke; * 20. April 1993 in Kashiwa, Präfektur Chiba) ist ein japanischer Fußballspieler.

## Karriere

### Verein
Yamanaka spielte seit 2003 für den Kashiwa Reysol und stieg 2012 in den Profikader auf. 2014 wurde er an JEF United Chiba ausgeliehen. 2017 folgte dann der Wechsel zu Yokohama F. Marinos. 2019 folgte der Wechsel zu Urawa Red Diamonds. Am 19. Dezember 2021 stand er mit dem Klub im Endspiel des Kaiserpokals, dass man mit 2:1 gegen Ōita Trinita gewann. Für die Urawa Reds bestritt er 77 Ligaspiele. Im Januar 2022 wechselte er ablösefrei nach Osaka zum Ligakonkurrenten Cerezo Osaka. Nach zwei Spielzeiten, in denen er 44 Ligaspiele bestritt, wechselte er im Januar 2024 zum ebenfalls in der ersten Liga spielenden Nagoya Grampus. Am 2. November 2024 stand er mit Nagoya im Finale des J. League Cup. Das Finale gegen Albirex Niigata gewann man im Elfmeterschießen.

### Nationalmannschaft
Am 20. November 2018 debütierte Yamanaka für die japanische Fußballnationalmannschaft in einem Freundschaftsspiel gegen Kirgisistan.

## Erfolge

### Verein
Kashiwa Reysol
- Japanischer Pokalsieger: 2012
- Japanischer Ligapokalsieger: 2013

Urawa Red Diamonds
- Japanischer Pokalsieger: 2021

Nagoya Grampus
- Japanischer Ligapokalsieger: 2024

### Nationalmannschaft
Japan U-23
- U-23-Fußball-Asienmeisterschaft: 2016